# 福岡易之助
福岡 易之助（ふくおか やすのすけ、1885年9月28日 - 1931年2月8日）は、白水社の創業者。現在の秋田県横手市（旧雄物川町福地）出身。俳号は雄川。

## 略歴
秋田県平鹿郡福地村深井(現・横手市雄物川町)の造り酒屋で、二百町歩の小作地に広大な山林を持つ素封家の長男として生まれる。旧制第三中学校（現秋田県立横手高等学校）から旧制第一高等学校を経て、東京帝国大学仏文科を卒業した。
在学中に父が逝去したため、明治43年（1910年）の卒業後に帰郷し酒造業を継ぎ、農業振興にも力を入れる。大正3年（1914年）に郡会議員となるが、しがらみや因習に疲れ辞職。1917年、農業振興に見切りをつけ上京。
白水社を興してフランス文学の普及につとめる。1921年、日本で初めての仏和辞典『模範仏和辞典』を編纂、これらの功績によりフランス政府よりレジオンドヌール勲章を受章する。

## 親族
姉の福岡珠子（田子静江、日本女子大学卒）の夫である田子一民（盛岡市出身）は、石川理紀之助から教えを受けた政治家である。秋田魁新報（大正4年9月）に『篤農石川翁と九升田（一）～（四）　内務書記官　田子一民』がある。